# Оскоршниця
Оскоршниця (словен. Oskoršnica) — поселення в общині Семич, регіон Південно-Східна Словенія, Словенія.